# クリス・リンドストローム
- クリス・リンドストロム

クリストファー・ポール・リンドストローム（Christopher Paul Lindstrom, 1997年2月28日 - ）は、アメリカ合衆国マサチューセッツ州ダドリー出身のプロアメリカンフットボール選手。NFLのアトランタ・ファルコンズに所属している。ポジションはガード。

## 経歴

### カレッジ
ボストンカレッジでは4年間プレーし、4年目の2018年シーズンにはオールACCファーストチームに選出された。

### アトランタ・ファルコンズ
2019年のNFLドラフトにて全体14位でアトランタ・ファルコンズから指名され、その後ルーキー契約を結んだ。
2019年シーズン、開幕戦となった第1週のミネソタ・バイキングス戦で足を痛めて故障者リザーブへ送られ、このシーズンは5試合の出場に留まった。
2022年シーズン開幕前に、ファルコンズから5年目の契約オプションを行使された。このシーズンは17試合に出場し、プロフットボール・フォーカスが算出する選手の貢献度を示す指標「PFFグレード」でNFLの全選手中1位となる95.0を記録。自身初となるプロボウル、オールプロセカンドチームに選出された。オフにファルコンズと5年総額1億500万ドルの契約延長に合意した。
2024年シーズンは全17試合に先発出場し、3年連続となるプロボウル、オールプロセカンドチームに選出された。

## 家族
弟のアレク・リンドストロームもボストンカレッジでプレーしたオフェンシブラインの選手であり、2024年シーズンにニューヨーク・ジェッツで1試合に出場した。